# John Addington Symonds
John Addington Symonds, Jr. ( / s ɪ m ən d z / ; Bristol, 5 de outubro de 1840 — Roma, 19 de abril de 1893) foi um poeta inglês e crítico literário. Historiador cultural, foi conhecido pelas suas obras sobre o Renascimento, bem como por inúmeras biografias de escritores e artistas. Embora tivesse casado e tivesse gerado descendência (quatro filhas), Symonds era basicamente homossexual, ou adepto do amor masculino, que incluía, no seu entender, tanto relações pederásticas como entre homens adultos, referindo-se a ele, num poema, como l'amour de l'impossible (o amor do impossível). Também escreveu muita poesia inspirada nas suas paixões homossexuais.

## Biografia

### Primeiros anos
Symonds nasceu em Bristol, Inglaterra, em 1840. O seu pai, o médico John Addington Symonds, Sr. (1807–1871), foi o autor de Criminal Responsibility (1869), The Principles of Beauty (1857) e Sleep and Dreams. O jovem Symonds, era considerado delicado, e depois dos 14 anos não participava nas actividades desportivas da Harrow School, e era um estudante sofrível. Symonds mudou-se para a Clifton Hill House aos dez anos de idade, algo que ele considerou ter um impacto grande e benéfico para sua saúde e desenvolvimento espiritual. A condição delicada de Symonds continuou, e quando criança sofria de pesadelos nos quais via cadáveres dentro e debaixo da sua cama, o que lhe causava sonambulismo. Numa dessas ocasiões, quase se ia afogando quando, sonâmbulo no sótão da Clifton Hill House, se aproximou de uma cisterna de águas pluviais. De acordo com Symonds, um anjo com "olhos azuis e cabelos loiros e ondulados" acordou-o e trouxe-o de volta à cama em segurança; essa figura continuou a surgir-lhe nos seus sonhos e seria, provavelmente, uma das primeiras manifestações da sua homossexualidade.
Em janeiro de 1858, Symonds recebeu uma carta do seu amigo Alfred Pretor (1840-1908), em que este lhe confessava andar envolvido com o seu reitor, Charles John Vaughan. Symonds ficou chocado e repugnado, sentimentos complexos, tanto mais que tinha uma crescente consciência da sua própria homossexualidade. Não mencionou o incidente a ninguém durante mais de um ano até que em 1859, quando era estudante na Universidade de Oxford, contou a história a John Conington, um professor de latim. Conington aprovava relacionamentos românticos entre homens e rapazes. Anteriormente, tinha dado a Symonds uma cópia de Ionica, uma colecção de versos homoeróticos de William Johnson Cory, o influente mestre de Eton College, apologista da pedagogia pederástica. Conington encorajou Symonds a contar ao pai a história do amigo, e Symonds Sr. obrigou Vaughan a demitir-se de Harrow. Pretor ficou furioso com a atitude do amigo e nunca mais dirigiu a palavra a Symonds.
No outono de 1858, Symonds foi para Balliol College, em Oxford, como aluno corrente, mas foi-lhe atribuída uma bolsa no ano seguinte. Na primavera do mesmo ano, apaixonou-se por William Fear Dyer (1843-1905), um menino-de-coro de Bristol, três anos mais novo do que ele. Envolveram-se num caso de amor casto que durou um ano, até ser terminado por Symonds. A amizade continuou por vários anos depois, até pelo menos 1864. Dyer tornou-se organista e maestro do coro da Igreja de São Nicolau, em Bristol.
Na Universidade de Oxford, Symonds dedicou-se mais aos estudos e começou a demonstrar capacidade académica. Em 1860, fez ficou em primeiro lugar em Honour Moderations e ganhou o prémio Newdigate com um poema sobre o Escorial; em 1862 obteve o primeiro lugar em Literae Humaniores, e em 1863 ganhou o Chancellor's English Essay.
Em 1862, Symonds foi seleccionado para uma bolsa aberta na conservadora Magdalen. Tornou-se amigo de um tal C.G.H. Shorting, a quem tomou como aluno particular. Quando Symonds se recusou a ajudar Shorting a ser admitido em Magdalen, o jovem escreveu às autoridades escolares alegando "que eu [Symonds] o havia apoiado na sua sedução ao coralista Walter Thomas Goolden (1848-1901), que eu partilhava os seus hábitos e que andava na mesma vida." Embora Symonds tenha sido oficialmente absolvido de qualquer delito, sofreu um esgotamento devido ao aperto em que se viu e pouco depois abandonou a universidade e viajou até à Suíça.

### Vida pessoal
Ali conheceu Janet Catherine North (irmã da artista botânica Marianne North, 1830-1890). Casaram-se em Hastings, a 10 de novembro de 1864. Foram viver para Londres e tiveram quatro filhas: Janet (nascida em 1865), Charlotte (nascida em 1867), Margaret (Madge) (nascida em 1869) e Katharine (nascida em 1875; ela foi mais tarde homenageada pela sua escrita como Dame Katharine Furse). Edward Lear escreveu "The Owl and the Pussycat" para Janet, de três anos.

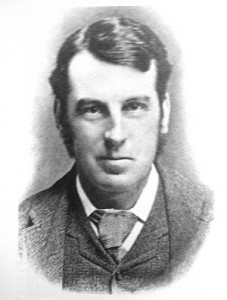
Norman Moor

Quando estava em Clifton em 1868, Symonds conheceu e apaixonou-se por Norman Moor (10 de janeiro de 1851 - 6 de março de 1895), um jovem que estava prestes a ir para Oxford, e que se tornou seu aluno. Symonds e Moor tiveram um caso que durou quatro anos, mas não houve sexo nenhum entre eles, embora, de acordo com o diário de Symonds de 28 de janeiro de 1870, "eu despi-o e alimentei a minha visão, o meu tacto e a minha boca com tudo aquilo". A relação ocupou boa parte do seu tempo, incluindo uma ocasião em que deixou a família e viajou para Itália e Suíça com Moor. O caso não consumado, também inspirou o seu período mais produtivo de escrita poética, publicando em 1880 New and Old: A Volume of Verse.

### Carreira
Symonds pretendia estudar Direito, mas a sua saúde deteriorou-se novamente e forçou-o a viajar. Regressando a Clifton, ali leccionou, tanto na faculdade como em escolas femininas. Das suas palestras, ele preparou os ensaios para a sua Introduction to the Study of Dante (1872) e os Studies of the Greek Poets (1873–1876).
Enquanto isso, ocupava-se com sua obra principal, Renaissance in Italy, que apareceu em sete volumes, intercaladamente, entre 1875 e 1886. Desde o seu ensaio premiado sobre o Renascimento em Oxford, Symonds queria aprofundar o seu estudo, enfatizando o despertar da arte e literatura na Europa. O seu trabalho foi interrompido por uma tuberculose, em 1877, que lhe pôs a vida em perigo. A sua recuperação em Davos Platz levou-o a acreditar que este seria o único lugar onde ele provavelmente poderia melhor desfrutar da vida.
Ele praticamente estabeleceu-se em Davos, e escreveu sobre isso em Our Life in the Swiss Highlands (1891). Symonds tornou-se cidadão da cidade. Participava nos assuntos municipais, fez amizade com os camponeses, compartilhando dos seus interesses. Foi ali que escreveu a maioria de seus livros: biografias de Percy Bysshe Shelley (1878), Philip Sidney (1886), Ben Jonson (1886) e Miguel Ângelo (1893), vários volumes de poesia e ensaios e uma tradução da Autobiografia de Benvenuto Cellini (1887).

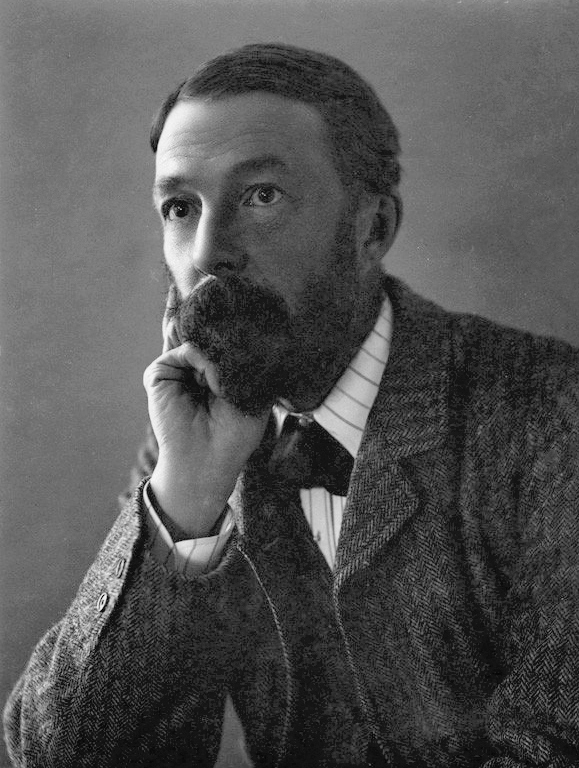
Symonds por Eveleen Tennant

Foi ali que também concluiu o seu estudo sobre o Renascimento, a obra pela qual ele ficou mais conhecido. Foi febrilmente activo ao longo da vida. Apesar de uma saúde precária, a sua produtividade era notável. Duas obras, um volume de ensaios, In the Key of Blue, e uma monografia sobre Walt Whitman, foram publicados no ano de sua morte. A sua actividade foi ininterrupta até o fim.
Symonds era apaixonado pela Itália, e durante muitos anos residiu durante o outono na casa do seu amigo Horatio F. Brown, no Zattere, em Veneza. Aí conheceu aquele que seria a grande paixão erótica da sua vida, no seu dizer, um belo gondoleiro heterossexual chamado Angelo Fusato. Inicialmente a relação era puramente comercial, com Fusato a prostituir a sua virilidade a mais um inglês rico. Mas depressa os homens se tornaram amigos, com Symonds a apoiar Fusato e a sua família abundantemente, dizendo que a relação era mutuamente enriquecedora.
Em 1891 Symonds tentou visitar Karl Heinrich Ulrichs em L'Aquila. Morreu em Roma e foi enterrado perto do túmulo de Percy Bysshe Shelley.

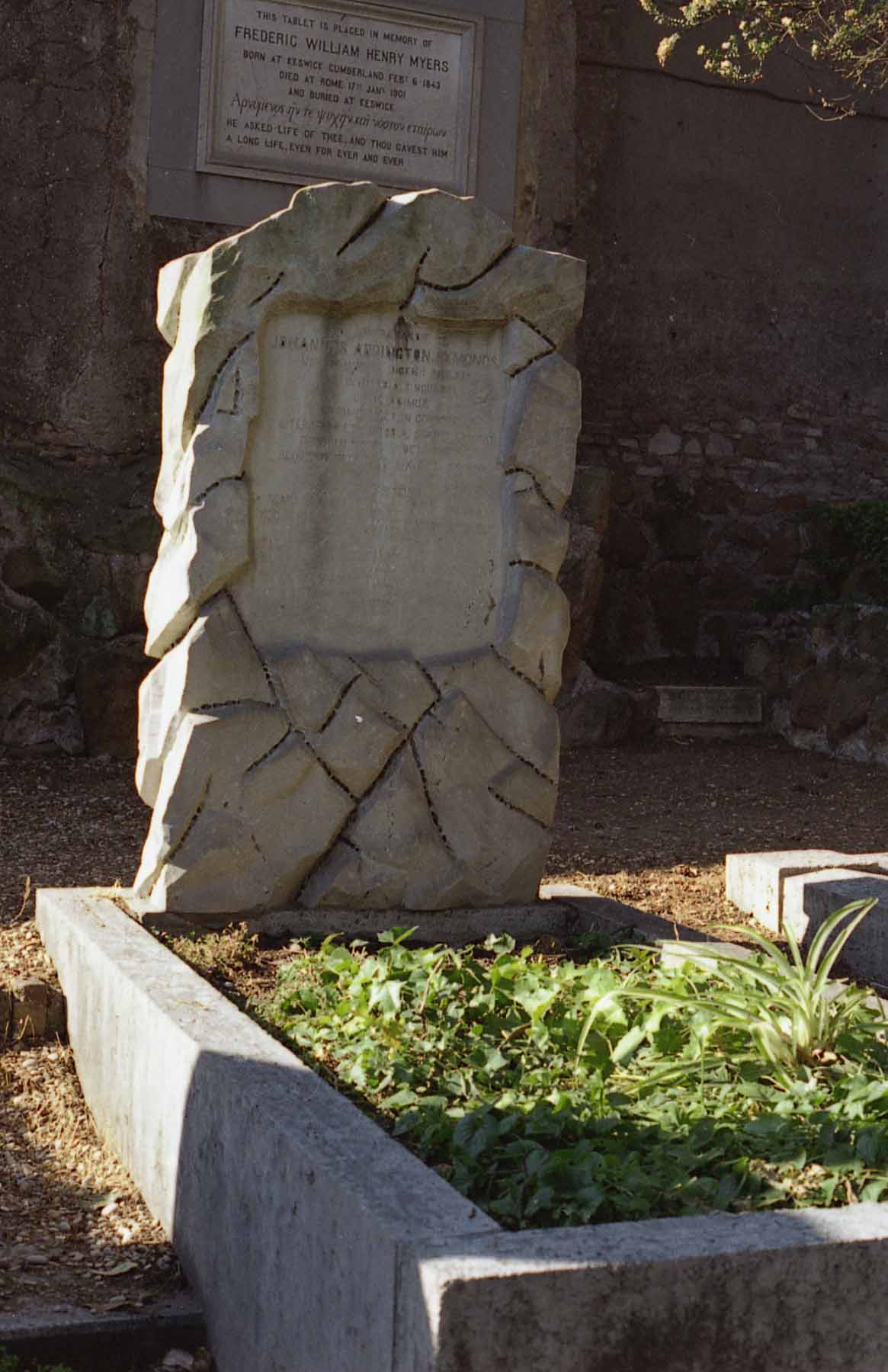
Sepultura de Symonds no Cemitério Protestante em Roma

## Legado
Symonds deixou os seus papéis e sua autobiografia nas mãos de Brown, que escreveu uma biografia expurgada, em 1895, que Edmund Gosse retirou ainda mais do conteúdo homoerótico antes da publicação. Em 1926, ao tomar posse dos papéis de Symonds, Gosse queimou tudo, exceto as memórias, para desespero da neta de Symonds.
Symonds era morbidamente introspectivo, mas com capacidade para a acção. Em Talks and Talkers, o escritor contemporâneo Robert Louis Stevenson descreveu Symonds (conhecido como "Opalstein" no ensaio de Stevenson) como "o melhor dos oradores, cantando os louvores da terra e das artes, flores e jóias, vinho e música, em jeito de serenata ao luar, com uma guitarra ligeira." Debaixo da sua aparente boa disposição, era um melancólico.
Este lado de sua natureza é revelado em sua poesia gnómica, e particularmente nos sonetos do seu Animi Figura (1882). Ele retratou o seu próprio  carácter com grande subtileza. A sua poesia talvez seja mais a de um estudante do que um cantor inspirado, mas tem momentos de profunda reflexão e emoção.
É, de fato, em passagens e extractos que Symonds aparece no seu melhor. Rica em descrição, repleta de floreados, a sua obra carece da harmonia e unidade essenciais à condução da argumentação filosófica. As suas traduções estão entre as melhores da língua; se o assunto lhe era querido, era capaz de esbanjar nele a riqueza de cores e a empatia rápida que lhe eram características.

### Escritos homossexuais
Em 1873, Symonds escreveu A Problem in Greek Ethics, uma obra sobre o que mais tarde seria apelidado de "história gay". Ele foi inspirado pela poesia de Walt Whitman, com quem se correspondia. A obra, "talvez o elogio mais exaustivo do amor grego", permaneceu inédita durante uma década, e depois foi impressa inicialmente apenas em edição limitada para distribuição privada. Embora o Oxford English Dictionary credite ao escritor médico C.G. Chaddock a introdução de "homossexual" na língua inglesa em 1892, Symonds já havia usado a palavra em A Problem in Greek Ethics. Consciente da natureza controversa do seu assunto, Symonds referiu-se obliquamente à pederastia como "aquele costume não mencionável" numa carta a um possível leitor do livro, mas definiu "amor grego" no próprio ensaio como "uma ligação apaixonada e entusiástica que subsiste entre um homem e um jovem, reconhecida pela sociedade e protegida pela opinião, que, embora não seja isenta de sensualidade, não degenerou em mera licenciosidade”.
Symonds estudou clássicos com Benjamin Jowett no Balliol College, Oxford , e mais tarde trabalhou com Jowett numa tradução para o inglês do Banquete de Platão. Jowett criticou as opiniões de Symonds sobre a sexualidade, mas quando Symonds foi falsamente acusado de corromper meninos do coro, Jowett apoiou-o, apesar das suas próprias opiniões equívocas sobre a relação do helenismo com questões legais e sociais contemporâneas que afectavam os homossexuais.
Symonds também traduziu poesia clássica sobre temas homoeróticos e escreveu poemas baseados em imagens e linguagem gregas antigas, como Eudiades, que foi considerado "o mais famoso dos seus poemas homoeróticos". Embora os tabus da Inglaterra Vitoriana impedissem Symonds de falar abertamente sobre a homossexualidade, as suas obras publicadas para o público em geral continham fortes alusões e algumas das primeiras referências directas ao amor sexual entre homens na literatura inglesa. Por exemplo, em The Meeting of David and Jonathan, de 1878, Jónatas leva David "Nos seus braços fortes/ [e] naquele beijo / Almas unidas e extasiadas". No mesmo ano, as suas traduções dos sonetos de Miguel Ângelo ao amado do pintor, Tommaso Cavalieri, repõe os pronomes masculinos que foram transformados em femininos pelos editores anteriores. Em novembro de 2016, o poema homoerótico de Symonds, The Song of the Swimmer, escrito em 1867, foi publicado pela primeira vez no Times Literary Supplement.
No final da sua vida, a bissexualidade de Symonds era um segredo conhecido em alguns círculos literários e culturais. As suas memórias privadas, escritas (mas nunca concluídas) durante um período de quatro anos, de 1889 a 1893, formam a mais antiga autobiografia conscientemente homossexual de que há registo.
A filha de Symonds, Madge Vaughan, foi provavelmente a primeira paixão homossexual da escritora Virginia Woolf, embora não haja evidência de que o sentimento fosse mútuo. Woolf era prima do seu marido William Wyamar Vaughan. Outra filha, Charlotte Symonds, casou-se com o classicista Walter Leaf. Henry James usou alguns detalhes da vida de Symonds, especialmente a relação entre ele e a sua mulher, como ponto de partida para o conto "O autor de Beltraffio" (1884).
Em 1897 foi publicada a tradução inglesa do livro de Havelock Ellis, Sexual Inversion, de que Symonds foi co-autor, originalmente publicado em alemão em 1896, tendo sido o primeiro texto médico sobre homossexualidade publicado em inglês. Nesse livro a história pessoal de Symonds foi publicada como o caso nº XVIII.
Mais de um século depois da morte de Symonds, em 2007, a sua primeira obra sobre a homossexualidade, Soldier Love and Related Matter, foi finalmente publicada por Andrew Dakyns (neto do colaborador de Symonds, Henry Graham Dakyns), em Eastbourne, E. Sussex, Inglaterra. Soldier Love, ou Soldatenliebe, uma vez que foi limitado a uma edição em alemão. O texto original em inglês de Symonds perdeu-se. Esta tradução e edição de Dakyns é a única versão a surgir na própria língua do autor.

## Obras
- The Renaissance. An Essay (1863)
- Miscellanies by John Addington Symonds, M.D.,: Selected and Edited with an Introductory Memoir, by His Son (1871)
- Introduction to the Study of Dante (1872)
- Studies of the Greek Poets, 2 vol. (1873, 1876)
- Renaissance in Italy, 7 vol. (1875–86)
- Shelley (1878)
- Sketches in Italy and Greece (London, Smith and Elder 1879)
- Sketches and Studies in Italy (London, Smith and Elder 1879)
- Animi Figura (1882)
- Sketches in Italy (Selections prepared by Symonds, arranged, so as to, in his own words in a Prefatory Note, "adapt itself to the use of travellers rather than of students"; Leipzig, Bernhard Tauchnitz, 1883)
- A Problem in Greek Ethics (1883)
- "Shakspere's Predecessors in the English Drama" (1884)
- New Italian Sketches (Bernard Tauchnitz: Leipzig, 1884)
- Wine, Women, and Song.  Medieval Latin Students' Songs (1884) English translations/paraphrases.
- Autobiography of Benvenuto Cellini (1887) An English translation.
- A Problem in Modern Ethics (1891)
- Our Life in the Swiss Highlands (1892) (with his daughter Margaret Symonds as coauthor)
- In the Key of Blue (1893)
- The Life of Michelangelo Buonarroti (1893)
- Walt Whitman. A Study (1893)